# Футбольні клуби Відня
Ця стаття — короткий список досягнень віденських футбольних клубів, які займали призові місця в чемпіонаті Австрії та виходили до фіналу національного кубка.

## «Адміра»
|  |  |  |  |  |  |  |  | ФК «Адміра» Ві́день (нім. 1. Groß-Floridsdorfer FK Admira) — австрійський футбольний клуб, заснований 17 червня 1905 року. Неодноразово змінював назву (нім. SK Admira Wien, ESV Admira Wien, ESV Admira-NÖ Energie Wien). У 1971 році «Адміра» об'єдналася з «Ваккером» в клуб «Адміра-Ваккер». Команда переїхала до Нижньої Австрії. |

- Фіналіст кубка Мітропи: 1934
- Чемпіон Австрії (8): 1927, 1928, 1932, 1934, 1936, 1937, 1939, 1966
- Віце-чемпіон Австрії (5): 1929, 1930, 1931, 1935, 1963
- Третій призер чемпіонату Австрії (5): 1923, 1933, 1949, 1962, 1965
- Володар кубка Австрії (5): 1928, 1932, 1934, 1964, 1966

Виступи у чемпіонаті (49): 1920—1943, 1946—1960, 1962—1971.
| Сезони | Матчі | Перемоги | Нічиї | Поразки | Різниця м'ячів | Очки |
| ------ | ----- | -------- | ----- | ------- | -------------- | ---- |
| 49     | 1134  | 521      | 226   | 387     | 2588 — 2092    | 1268 |

Найкращі бомбардири чемпіонату Австрії
- 5 —  Антон Шалль: 1927 (27), 1928 (36), 1929 (21), 1931 (25), 1932 (22)
- 1 —  Вільгельм Ганеманн: 1936 (23)
- 1 —  Еріх Хабітцль: 1949 (23)
- 1 —  Вільгельм Крейц: 1971 (26)

Відомі гравці
- Ігнас Зігль (нім. Ignaz Siegl, 1922—1933) — півзахисник, за збірну Австрії 24 матчів (5 голів).
- Фрідріх Францль (нім. Friedrich Franzl, 1923—1931) — воротар, за збірну Австрії 15 матчів.
- Антон Янда (1924—1935) — за збірну 10 матчів.
- Антон Шалль (1925—1941) — гравець основи «вундертиму», найкращий бомбардир в історії клубу.
- Адольф Фогль (нім. Adolf Vogl, 1927—1937) — форвард, за збірну Австрії 20 матчів (6 голів).
- Вільгельм Ганеманн (1931—1942) — за збірну Австрії 14 матчів (2 голи), за збірну Німеччини — 23 (16).
- Ганс Урбанек (1931—1947) — півзахисник, за збірну Австрії 16 матчів.
- Йозеф Біцан (1935—1937) — найрезультативніший форвард світового футболу. За рейтингом IFFHS посідає 34-е місце у світовому футболі, 28-е — у Європі.
- Еріх Хабітцль (нім. Erich Habitzl, 1940—1954) — форвард.
- Теодор Вагнер (1946—1959) — за збірну Австрії 46 матчів (22 голи)
- Фрідріх Сейка (1947—1959) — 245 забитих м'ячів в чемпіонаті Австрії.
- Карл Скерлан (нім. Karl Skerlan, 1961—1967) — нападник, за збірну Австрії 14 матчів (2 голи).
- Пауль Козлічек (нім. Paul Kozlicek, 1965—1971) — нападник, за збірну Австрії 15 матчів (1 гол).
- Вільгельм Крейц (1966—1971) — найкращий футболіст Австрії 1970.

## «Аустрія»
| емблема |  |  |  |  |  |  |  | - Основна стаття — Аустрія (Відень) - Володар кубка Мітропи: 1933, 1936 - Чемпіон Австрії: 24 рази - Володар кубка Австрії: 27 раз - Володар суперкубка Австрії (6): 1990, 1991, 1992, 1993, 2003, 2004 |

## «Брігіттенауер АК»
| емблема |  |  |  |  |  |  |  | - Основна стаття — Брігіттенауер ФК «Остмарк» Ві́день (нім. FC Ostmark Wien) — австрійський футбольний клуб, заснований у 1910 році. Провів два сезони у вищому дивізіоні Австрії. У серпні 1925 року об'єднався з спорти́вним клу́бом «Дунайштадт» (нім. Sportklub Donaustadt) під назвою «Брігіттенауер АК» Ві́день (нім. 1. Brigittenauer Athletiksport Club). - Віце-чемпіон Австрії: 1927 - Фіналіст кубка Австрії: 1933 |

Виступи у чемпіонаті (7): 1922, 1924, 1927—1929, 1932—1933.
| Сезони | Матчі | Перемоги | Нічиї | Поразки | Різниця м'ячів | Очки |
| ------ | ----- | -------- | ----- | ------- | -------------- | ---- |
| 7      | 160   | 45       | 31    | 84      | 211 — 377      | 121  |

Відомі гравці
- Гейнріх Гілтль (нім. Heinrich Hiltl, 1925—1929) — провів 1 матч за збірну Австрії та 2 — за збірну Франції.
- Карл Адамек (нім. Karl Adamek, 1927—1929) — провів 8 матчів за збірну Австрії в 1932—1937 р.

## «Ваккер»
|  |  |  |  |  |  |  |  | Спорти́вний клу́б «Ваккер» Ві́день (нім. Sportklub Wacker Wien) — австрійський футбольний клуб, заснований у 1907. В 1971 році об'єднався з віденською «Адмірою» в клуб «Адміра-Ваккер». |

- Чемпіон Австрії: 1947
- Віце-чемпіон Австрії: 1939, 1940, 1941, 1948, 1951, 1953, 1956
- Віце-чемпіон Австрії: 1945[1]
- Третій призер чемпіонату Австрії: 1946, 1950, 1954
- Володар кубка Австрії: 1947
- Фіналіст кубка Австрії: 1923

Виступи у чемпіонаті (52): 1915—1944, 1946—1961, 1965, 1967, 1969—1971
| Сезони | Матчі | Перемоги | Нічиї | Поразки | Різниця м'ячів | Очки |
| ------ | ----- | -------- | ----- | ------- | -------------- | ---- |
| 52     | 1153  | 472      | 245   | 436     | 2487 — 2228    | 1189 |

Найкращий бомбардир чемпіонату Австрії
- 1 — Ріхард Броузек: 1955 (31)

Відомі гравці
- Карл Раппан (1924—1928) — півзахисник, один з найкращих тренерів світового футболу.
- Карл Цішек (1926—1946) — гравець основи «вундертиму».
- Теодор Вагнер (1941—1957) — третій призер ЧС-1954.
- Вільгельм Ганеманн (1945—1952) — за збірну Австрії 14 матчів (2 голи), за збірну Німеччини — 23 (16).

## ФК «Відень»
|  |  |  |  |  |  |  |  | - Основна стаття — Відень (футбольний клуб) 18 січня 1914 заснований ФК «Ніколсон» Ві́день (нім. FC Nicholson Wien). На початку 1932 року перейменований у ФК «Відень» Ві́день (нім. FC Wien). - Віце-чемпіон Австрії: 1942 |

Виступи у чемпіонаті (27): 1929—1938, 1940—1944, 1946—1956, 1958.
| Сезони | Матчі | Перемоги | Нічиї | Поразки | Різниця м'ячів | Очки |
| ------ | ----- | -------- | ----- | ------- | -------------- | ---- |
| 27     | 576   | 204      | 127   | 245     | 1054 — 1246    | 535  |

- Йохан Хорват (1933—1935) — нападник, провів за збірну Австрії в 1924—1934 р. 46 матчів, 29 голів.

## «Вієнна Крикет»
|  |  |  |  |  |  |  |  | «Вієнна Крикет ФК» Ві́день (нім. Vienna Cricket and Football-Club) — австрійський футбольний клуб, заснований 23 серпня 1894 року. Один з найстаріших в країні. - Володар кубка виклику: 1898, 1902 - Фіналіст кубка виклику: 1900, 1904 |

Виступи у чемпіонаті (1): 1912
| Місце | Матчі | Перемоги | Нічиї | Поразки | Різниця м'ячів | Очки |
| ----- | ----- | -------- | ----- | ------- | -------------- | ---- |
| 11    | 20    | 0        | 2     | 18      | 12 — 96        | 2    |

- Людвіг Гуссак — учасник Олімпіади-1912, провів за збірну Австрії в 1905—1912 р. 14 матчів, 5 голів.

## «Вінер АК»
|  |  |  |  |  |  |  |  | «Вінер Атлетікспорт Клуб» («Вінер АК», ВАК, нім. Wiener Athletiksport Club) — австрійський футбольний клуб, заснований 14 жовтня 1897 року. |

- Фіналіст кубка Мітропи: 1931
- Чемпіон Австрії: 1915
- Віце-чемпіон Австрії: 1943
- Третій призер чемпіонату Австрії: 1914, 1919, 1929, 1944, 1960, 1961
- Володар кубка Австрії: 1931, 1938, 1959
- Фіналіст кубка Австрії: 1928, 1932, 1935
- Володар кубка виклику: 1901, 1903, 1904

Виступи у чемпіонаті (38): 1912—1921, 1923, 1925—1936, 1943—1944, 1946-48, 1954, 1957—1965
| Сезони | Матчі | Перемоги | Нічиї | Поразки | Різниця м'ячів | Очки |
| ------ | ----- | -------- | ----- | ------- | -------------- | ---- |
| 38     | 825   | 318      | 177   | 330     | 1669 — 1663    | 813  |

Найкращі бомбардири чемпіонату Австрії
- 2 —  Йоганн Нейманн: 1913 (17), 1914 (23)
- 1 —  Фрідріх Цейка: 1960 (28)

Відомі гравці
- Йоганн Студнічка (1897—1919) — капітан збірної Австрії (1901—1917; 28 матчів, 18 голів).
- Георг Браун (1925—1935) — гравець основи «вундертіму».
- Рудольф Гіден (1927—1933) — найкращий воротар в історії австрійського футболу. За рейтингом IFFHS найкращих голкіперів XX століття посідає 24-е місце в світі, 13-е — у Європі.
- Фрідріх Цейка (1959—1963) — 245 забитих м'ячів в чемпіонаті Австрії.
- Ганс Кранкль (1971—1972) — володар «Золотої бутси-1978»

## «Вінер АФ»
|  |  |  |  |  |  |  |  | «Вінер АФК» («Вінер АФ», нім. Wiener Associationfootball-Club) — австрійський футбольний клуб, заснований 21 вересня 1910 року колишніми гравцями «Вінер АК». - Чемпіон Австрії: 1914 - Віце-чемпіон Австрії: 1913, 1915 - Третій призер чемпіонату Австрії: 1912, 1916, 1918 - Володар кубка Австрії: 1922 |

Виступи у чемпіонаті (13): 1912—1924.
| Сезони | Матчі | Перемоги | Нічиї | Поразки | Різниця м'ячів | Очки |
| ------ | ----- | -------- | ----- | ------- | -------------- | ---- |
| 13     | 253   | 115      | 46    | 92      | 557 — 467      | 276  |

Найкращий бомбардир чемпіонату Австрії
- Леопольд Нойбауер (1): 1917 (21)

Відомі гравці
- Адольф Фішера (нім. Adolf Fischera, 1910—1924) — найкращий футболіст в історії клубу, за збірну (1908—1923; 15 матчів, 8 голів).
- Леопольд Нойбауер — учасник Олімпіади-1912, за збірну (1908—1917; 18 матчів, 6 голів),
- Роберт Сара (1985—1988) — захисник, провів найбільше матчів в чемпіонаті Австрії (581).

## «Вінер Шпорт-Клуб»
|  |  |  |  |  |  |  |  | «Вінер Шпорт-Клуб» (нім. Wiener Sport-Club) — австрійський футбольний клуб, заснований 24 лютого1883 року колишніми гравцями «Вінер АК». Спочатку клуб називався «Вінер СК» (нім. Wiener Cyclisten Club). У 1907 об'єднався з «Вінер СВ» («Спортивна асоціація Відня», нім. Wiener Sportvereinigung) під сучасною назвою. |

- Чемпіон Австрії: 1922, 1958, 1959
- Віце-чемпіон Австрії: 1912, 1938, 1955, 1960, 1969, 1970, 1979
- Третій призер чемпіонату Австрії: 1913, 1920, 1924, 1940, 1963
- Володар кубка Австрії: 1923
- Фіналіст кубка Австрії: 1919, 1921, 1937, 1938, 1969, 1972, 1977
- Володар кубка виклику: 1905, 1911
- Фіналіст кубка виклику: 1909

Виступи у чемпіонаті (76): 1912—1944, 1946—1952, 1954—1974, 1978—1985, 1987—1991, 1993—1994
| Сезони | Матчі | Перемоги | Нічиї | Поразки | Різниця м'ячів | Очки |
| ------ | ----- | -------- | ----- | ------- | -------------- | ---- |
| 76     | 1871  | 754      | 417   | 700     | 3558 — 3323    | 1925 |

Найкращі бомбардири чемпіонату Австрії
- 2 —  Еріх Хоф: 1959 (32), 1963 (21)
- 1 —  Франц Єлінек: 1942 (18)
- 1 —  Вальтер Хорак: 1958 (34)
- 1 —  Вольфганг Гайєр: 1965 (18)
- 1 —  Гюнтер Кальтенбруннер: 1970 (22)

Відомі гравці
- Вальтер Науш (1925—1929) — капітан «вундертима».
- Курт Шмідт (1947—1952) — один з найкращих воротарів в історії австрійського футболу, 38 матчів за збірну.
- Еріх Хоф (1953—1969) — за збірну Австрії 37 матчів (28 голи), найкращий бомбардир в історії клубу.
- Петер Пакульт (1981—1984) — результативний форвард.
- Ганс Кранкль (1986—1988) — володар «Золотої бутси-1978»

## «Рапід»
|  |  |  |  |  |  |  |  | Основна стаття — Рапід (Відень) - Володар кубка Мітропи: 1930, 1951 - Чемпіон Австрії: 32 рази - Чемпіон Німеччини (1): 1941 - Володар кубка Австрії: 14 раз - Володар кубка Німеччини (1): 1938 - Володар суперкубка Австрії (3): 1986, 1987, 1988 |

## «Рудольфшюгель»
| Логотип |  |  |  |  |  |  |  | Основна стаття — Рудольфшюгель Спорти́вний клу́б «Рудольфшюгель» Ві́день (нім. Sport-Club Rudolfshüge Wien) — австрійський футбольний клуб, заснований у 1902 році. В 1934 році припинив своє існування. - Віце-чемпіон Австрії: 1919 - Третій призер чемпіонату Австрії: 1917, 1921 |

Виступи у чемпіонаті (15): 1912—1923, 1925—1927.
| Сезони | Матчі | Перемоги | Нічиї | Поразки | Різниця м'ячів | Очки |
| ------ | ----- | -------- | ----- | ------- | -------------- | ---- |
| 15     | 299   | 99       | 59    | 141     | 540 — 666      | 257  |

Найкращий бомбардир чемпіонату Австрії
- 1 — Ернст Вінклер: 1920 (21)

## «Зіммерингер СК»
|  |  |  |  |  |  |  |  | Перший спортивний клуб «Зіммерингер» («1.Зіммерингер СК», 1.ССК, нім. 1. Simmeringer Sport-Club) — австрійський футбольний клуб, заснований в 1901 році. - Третій призер чемпіонату Австрії: 1926 |

Виступи у чемпіонаті (36): 1912—1928, 1938, 1952—1964, 1966, 1971—1972, 1975, 1983.
| Сезони | Матчі | Перемоги | Нічиї | Поразки | Різниця м'ячів | Очки |
| ------ | ----- | -------- | ----- | ------- | -------------- | ---- |
| 36     | 847   | 262      | 166   | 419     | 1449 — 1995    | 690  |

Відомі гравці
- Фердинанд Сватош (1911—1914) — нападник, провів за збірну Австрії в 1914—1925 р. 23 матчі, 18 голів.
- Карл Сеста — гравець основи «вундертиму».
- Йохан Хорват (1920—1927, 1935—1940) — нападник, провів за збірну Австрії в 1924—1934 р. 46 матчів, 29 голів.
- Август Старек — результативний нападник.
- Антал Дунаї — володар «Срібної бутси» 1968, «Бронзової бутси» 1969.
- Антон Польстер — найкращий бомбардир в історії збірної Австрії 44 голи.

## «Слован»
|  |  |  |  |  |  |  |  | Основна стаття — Слован (Відень) Спорти́вний клу́б «Слован» Ві́день (нім. Sportklub Slawe in Wien, чеськ. SK Slovan ve Vídni) — австрійський футбольний клуб, заснований у 1902 році чеською громадою Відня. - Фіналіст кубка Австрії: 1924 - Найкраще місце у чемпіонаті: 6 (1926) |

Виступи у чемпіонаті (9): 1924—1929, 1931—1932, 1950
| Сезони | Матчі | Перемоги | Нічиї | Поразки | Різниця м'ячів | Очки |
| ------ | ----- | -------- | ----- | ------- | -------------- | ---- |
| 9      | 200   | 46       | 46    | 108     | 309 — 482      | 138  |

Відомі гравці
- Рудольф Витлачил (1928—1929) — тренер збірної Чехословаччини, віце-чемпіона світу 1962.
- Ян Поплухар (1972—1979) — захисник, віце-чемпіон світу 1962, за збірну у 1958—1967 р. провів 62 матча.
- Йозеф Адамець (1977—1980) — результативний форвард.
- Антонін Паненка (1987—1989) — чемпіон Європи 1976, за збірну у 1973—1982 р. провів 59 поєдинків, 17 голів. Автор оригінального виконання пенальті — «удару Паненки».

## «Фірст Вієнна»
|  |  |  |  |  |  |  |  | «Фірст Вієнна ФК 1894» (нім. First Vienna Football Club 1894) — найстаріший австрійський футбольний клуб, заснований 22 серпня 1894 року. - Володар кубка Мітропи: 1931 - Чемпіон Австрії (6): 1931, 1933, 1942, 1943, 1944, 1955 - Віце-чемпіон Австрії: 1924, 1926, 1932, 1936, 1957, 1961 - Віце-чемпіон Німеччини (1): 1942 - Третій призер чемпіонату Австрії: 1925, 1928, 1930, 1935, 1937, 1941, 1945, 1947, 1952, 1956, 1958, 1959 - Володар кубка Австрії (3): 1929, 1930, 1937 - Володар кубка Німеччини (1): 1943 - Фіналіст кубка Австрії: 1925, 1926, 1936, 1946, 1961, 1997 - Володар кубка виклику: 1899, 1900 |

Виступи у чемпіонаті (68): 1912—1914, 1920—1944, 1946—1968, 1970—1974, 1977—1980, 1983, 1985, 1987—1992
| Сезони | Матчі | Перемоги | Нічиї | Поразки | Різниця м'ячів | Очки |
| ------ | ----- | -------- | ----- | ------- | -------------- | ---- |
| 68     | 1672  | 729      | 354   | 589     | 3402 — 2849    | 1812 |

 Найкращі бомбардири чемпіонату Австрії 
- 2 —  Карл Деккер: 1944 (27), 1950 (23)
- 1 —  Йоганн Шварц: 1912 (22)
- 1 —  Річард Фішер: 1945 (15)[1]
- 1 —  Ганс Буцек: 1956 (33)

 Відомі гравці 
- Йозеф Блум (1918—1933) — гравець основи «вундертиму».
- Фрідріх Гшвайдль (1923—1948) — гравець основи «вундертиму».
- Карл Райнер (1921—1938) — гравець основи «вундертиму».
- Леопольд Хофманн (1924—1939) — гравець основи «вундертиму».
- Карл Деккер (1938—1952)- бомбардир європейського класу, найрезультативніший гравець команди.
- Карл Коллер (1949—1966) — за збірну в 1952—1965 р. 86 матчів.
- Курт Шмідт (1952—1965) — один з найкращих воротарів в історії австрійського футболу, 38 матчів за збірну.
- Ганс Буцек (1955—1963) — результативний форвард.
- Ганс Кранкль (1979—1981) — володар «Золотої бутси-1978»
- Міхаель Консел (1982—1984) — воротар, 43 матчі за збірну.
- Маріо Кемпес (1986—1987) — найкращий гравець та бомбардир чемпіонату світу-1978.

## «Флорідсдорфер АК»
| Логотип |  |  |  |  |  |  |  | - Основна стаття — Флорідсдорфер «Флорісдорфер АК» Ві́день (ФАК, нім. Floridsdorfer Athletiksport-Club (FAC) Wien) — австрійський футбольний клуб, заснований у 1904 році. - Чемпіон Австрії: 1918 - Віце-чемпіон Австрії: 1916, 1917, 1944 - Третій призер чемпіонату Австрії: 1925, 1943 - Володар Кубка Австрії: 1918 |

Виступи у чемпіонаті (38): 1912—1923, 1926—1938, 1941—1944, 1946—1954.
| Сезони | Матчі | Перемоги | Нічиї | Поразки | Різниця м'ячів | Очки |
| ------ | ----- | -------- | ----- | ------- | -------------- | ---- |
| 38     | 787   | 285      | 154   | 348     | 1630 — 1836    | 724  |

 Найкращі бомбардири чемпіонату Австрії 
- Карл Кербах: 1943 (31)

 Відомі гравці 
- Петер Платцер (1928—1931) — один з найкращих голкіперів в історії австрійського футболу.
- Роберт Дінст (1943—1949) — найкращий бомбардир чемпіонату Австрії — 321 гол.
- Ернст Оцвірк (1944—1947) — найкращий футболіст світу 1952 за версією журналу «Франс футбола».
- Тріфон Іванов (1998—2001) — провів за збірну в 1988—1998 р. 75 матчів, 8 голів.

## «Хакоах»
|  |  |  |  |  |  |  |  | Спорти́вний клу́б «Хакоах» Ві́день (нім. Sportklub Hakoah Wien) — австрійський футбольний клуб, заснований у 1901 році як ФК «Хакоах» єврейською громадою Відня. В 1938 році був закритий нацистами. Після другої світової війни клуб був відновлений. Зараз футбольної секції у клубі немає. |

- Чемпіон Австрії: 1925
- Віце-чемпіон Австрії: 1922

Виступи у чемпіонаті (15): 1921—1928, 1930, 1932—1937.
| Сезони | Матчі | Перемоги | Нічиї | Поразки | Різниця м'ячів | Очки |
| ------ | ----- | -------- | ----- | ------- | -------------- | ---- |
| 15     | 338   | 104      | 83    | 151     | 538 — 692      | 291  |

Найбільш відомим гравцем клубу є Бела Гуттман (1922—1926, 1932—1933) — захисник, півзахисник, один з найкращих тренерів світового футболу.